# Demonax mali
Demonax mali là một loài bọ cánh cứng trong họ Cerambycidae.